# Стефан Різаше
Стефан Різаше (фр. Stéphane Risacher, 26 серпня 1972) — французький баскетболіст.
Срібний призер Олімпійських Ігор 2000 року.
Срібний призер Молодіжного чемпіонату світу (U-21) 1993 року.